# Муджаїд Садік
Муджаїд Садік Аліу (англ. Mujaid Sadick Aliu, 14 березня 2000, Логроньо) — іспанський футболіст нігерійсько-ганського походження, центральний захисник бельгійського «Генка».

## Клубна кар'єра

### «Депортіво» (Ла-Корунья)
Садік народився в іспанському Логроньйо у родині нігерійця та матері з Гани. Розпочав займатись футболом у невеличкій команді «Вальванера», з якої влітку 2016 року потрапив до академії «Депортіво» (Ла-Корунья). 22 жовтня 2017 року він дебютував за резервну команду, «Депортіво Фабріль», під час матчу Сегунди Б проти клубу «Навалькарнеро», замінивши в кінці гри Ісмаеля Діаса.
У передостанньому турі того самого сезону 2017/18 Садік дебютував у першій команді в матчі Ла-ліги проти «Вільярреала» (2:4), коли тренер Кларенс Зеедорф випустив його замість Хуанфрана за п'ятнадцять хвилин до кінця гри. В останньому турі чемпіонату проти «Валенсії», який «Депортіво» програв з рахунком 2:1, Садік вийшов в основі. Молодий гравець отримав змогу пограти в основі, оскільки клуб уже був впевнений у вильоті до Сегунди перед цими двома матчами. Втім так у наступному році молодий захисник не зіграв жодної гри, знову виступаючи виключно в резервній команді. Тим не менш 18 липня 2018 року Муджаїд Садік підписав новий чотирирічний контракт з «Депортіво».
Лише в сезоні 2019/20 Садік повернувся до основи «Депортіво», зігравши у 28 іграх чемпіонату, але клуб вилетів до Сегунди Б.
Садік також залишився основним гравцем і під час виступів у третьому дивізіоні, зігравши 22 гри, але команда не змогла повернутись до Сегунди.

### «Генк»
У травні 2021 року Садік підписав чотирирічний контракт з бельгійським «Генком», який заплатив за нього близько 1,7 мільйона євро.

## Кар'єра в збірній
У лютому 2017 року Муджаїд провів два матчі за юнацьку збірну Іспанії до 17 років.
У червні 2018 року з командою до 18 років взяв участь у домашніх Середземноморських іграх у Таррагоні. Там він зіграв лише у одному матчі проти Боснії та Герцеговини, але здобув з командою золотої медалі.

## Статистика
Станом на 20 липня 2021
| Сезон   | Клуб                   | Країна  | Ліга               | Чемпіонат | Чемпіонат | Кубок | Кубок | Суперкубок | Суперкубок | Єврокубки | Єврокубки | Всього | Всього |
| Сезон   | Клуб                   | Країна  | Ліга               | Ігор      | Голів     | Ігор  | Голів | Ігор       | Голів      | Ігор      | Голів     | Ігор   | Голів  |
| ------- | ---------------------- | ------- | ------------------ | --------- | --------- | ----- | ----- | ---------- | ---------- | --------- | --------- | ------ | ------ |
| 2017/18 | «Депортіво Фабріль»    | Іспанія | Сегунда Дивізіон Б | 3         | 0         | —     | —     | —          | —          | —         | —         | 3      | 0      |
| 2017/18 | Депортіво (Ла-Корунья) | Іспанія | Ла-Ліга            | 2         | 0         | 0     | 0     | —          | —          | —         | —         | 2      | 0      |
| 2018/19 | «Депортіво Фабріль»    | Іспанія | Сегунда Дивізіон Б | 14        | 0         | —     | —     | —          | —          | —         | —         | 14     | 0      |
| 2019/20 | «Депортіво Фабріль»    | Іспанія | Терсера Дивізіон   | 9         | 0         | —     | —     | —          | —          | —         | —         | 9      | 0      |
| 2019/20 | Депортіво (Ла-Корунья) | Іспанія | Сегунда Дивізіон   | 28        | 0         | 1     | 0     | —          | —          | —         | —         | 29     | 0      |
| 2020/21 | Депортіво (Ла-Корунья) | Іспанія | Сегунда Дивізіон Б | 22        | 0         | 2     | 0     | —          | —          | —         | —         | 24     | 0      |
| 2021/22 | Генк                   | Бельгія | Ліга Жупіле        | 0         | 0         | 0     | 0     | 0          | 0          | 0         | 0         | 0      | 0      |
| Загалом | Загалом                | Загалом | Загалом            | 78        | 0         | 3     | 0     | 0          | 0          | 0         | 0         | 81     | 0      |

## Титули і досягнення
- Переможець Середземноморських ігор: 2018